# Tobias Grahn
Tobias Grahn (ur. 5 marca 1980 w Karlskronie) – szwedzki piłkarz występujący na pozycji pomocnika.

## Kariera klubowa
Grahn seniorską karierę rozpoczął w 1998 roku w klubie Östers IF z Superettan. W tym samym roku odszedł do portugalskiego SC Beira-Mar, ale po roku wrócił do Östers. Na początku 2000 roku został graczem duńskiego pierwszoligowca Lyngby BK. Pod koniec 2001 roku podpisał kontrakt z norweskim zespołem Vålerenga Fotball. W 2002 roku zdobył z nim Puchar Norwegii.
W 2003 roku Grahn wrócił do Szwecji, gdzie został zawodnikiem Malmö FF. W Allsvenskan zadebiutował 17 sierpnia 2003 roku w wygranym 6:0 pojedynku z Hammarby IF, w którym strzelił także gola. Barwy Malmö reprezentował w sezonach 2003 oraz 2004. W 2004 roku ponownie wyjechał do Danii. Tym razem, by grać w Aarhus GF z ekstraklasy. Pierwszy ligowy mecz zaliczył tam 14 sierpnia 2004 roku przeciwko Randers FC (3:0). W 2006 roku został wypożyczony do Odense BK, gdzie spędził pół roku.
Na początku 2007 roku Grahn podpisał kontrakt z hiszpańską drużyną Gimnàstic Tarragona. W Primera División zadebiutował 18 lutego 2007 roku w przegranym 1:4 spotkaniu z Racingiem Santander. W tym samym roku, po spadku Gimnàstiku do Segunda División, został wypożyczony do niemieckiej Herthy Berlin. Tam spędził rok.
Następnie Grahn występował w Randers FC oraz Mjällby AIF, a w 2012 roku trafił do Örebro SK. Spędził tam sezon 2012. Potem grał w Danii, w drugoligowym Brønshøj BK oraz trzecioligowym Gentofte-Vangede IF.

## Kariera reprezentacyjna
W reprezentacji Szwecji Grahn zadebiutował 31 stycznia 2001 roku w zremisowanym 0:0 meczu Mistrzostw Nordyckich z Wyspami Owczymi. W latach 2001–2003 w drużynie narodowej rozegrał 4 spotkania i zdobył 1 bramkę.